# Бассейн в гареме
«Бассе́йн в гаре́ме» (фр. Une piscine dans le harem), или «Туре́цкие же́нщины в ба́не» (фр. Femmes turque au bain), — картина французского художника Жана-Леона Жерома, написанная им в 1875 году.
Гарем в исламском обществе означал запретную часть дома, предназначенную для женщин. Находясь под впечатлением от поездок по Ближнему Востоку, Жан-Леон Жером избрал темой своей картины именно сцену в гареме, когда темнокожая служанка предлагает кальяны двум белым наложницам султана у бассейна в турецкой бане. Жером как представитель европейского живописного искусства уделял большое внимание изображению женской наготы и вообще красоте человеческого тела, что противоречило исламским традициям, в то время как свидетелем данной сцены художник не был, да и не мог стать.
Картина, написанная в 1875 году по заказу великого князя Александра Александровича (будущего российского императора Александра III), выставлялась на Парижском салоне и даже использовалась в рекламе виски, вызвавшей критику, но уже теперь со стороны христиан из-за своего сексуального подтекста. Некоторое время полотно хранилось в Аничковом дворце, но во время национализации 1918 года оно поступило в Государственный Эрмитаж, где и выставлялось в последующие годы. В 2001 году картина была похищена из Эрмитажа неизвестным, вырезавшим её из подрамника. Несколько лет работа считалась потерянной, но в 2006 году была передана анонимом в Государственную думу. После реставрации, занявшей четыре года ввиду плохого состояния полотна, в 2009 году картина возвратилась в постоянную экспозицию Эрмитажа, в то время как похищение её так и осталось нераскрытым.

## Контекст

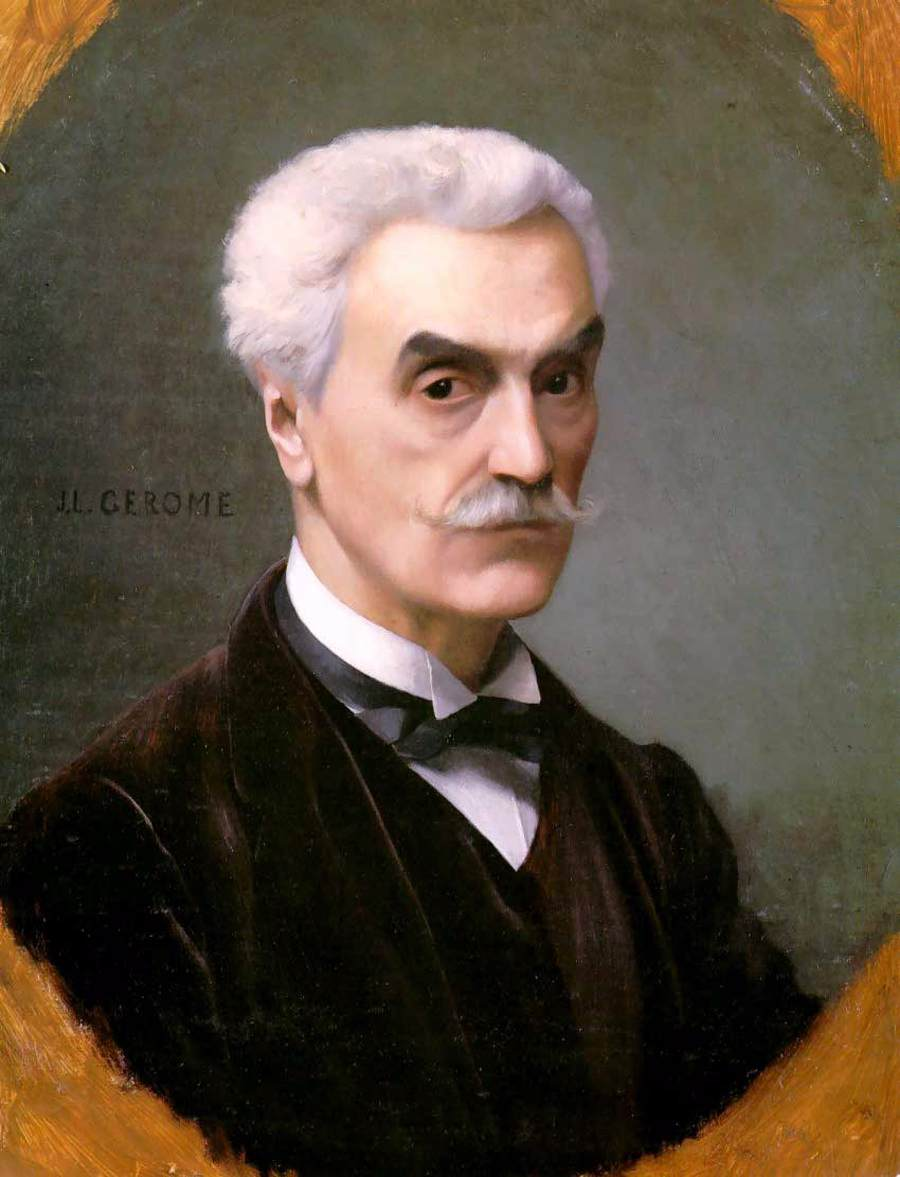
Жером, автопортрет, 1886 год

Французский живописец Жан-Леон Жером (1824—1904) учился у известных художников Поля Делароша и Шарля Глейра, прививших ему страсть к путешествиям, изучению обычаев разных народов, а также особую любовь к Востоку. На заре рождения массовой культуры провинциал Жером пошёл навстречу новой публике формирующейся буржуазной Франции, став знаменитым у салонной аристократии. Его разнообразное наследие, наряду с парадными портретами и классическими академическими сюжетами из античной истории и мифологии, включает полотна на темы наполеоновских походов, эротические сюжеты и экзотические картины из жизни мусульманского Востока.
В это время во Франции появился запрос на новый подход к живописи, выраженный в словах историка Проспера де Баранта, писавшего, что «мы все хотим знать о том, как жили более ранние общества и отдельные личности. Мы требуем того, чтобы их образ был ясно виден в нашем воображении, и чтобы они предстали живыми перед нашими глазами». C конца 1850-х годов Жером оказался предприимчив в выборе пользовавшихся популярностью сюжетов. Он начал работать над достижением баланса между реализмом почти документальной точности и научным подходом к образной реконструкции, развив в себе умение мастерски управлять повествовательным потенциалом сюжетов своих картин, ввиду чего они производили впечатление на зрителей. Жером отказался от поэтических обобщений и идеализации главных героев, однако уравновешенная и дотошная в деталях живописная техника художника практически делала людей непосредственными свидетелями событий.
Имея славу художника ориенталистического направления в сочетании с неослабевающим интересом к изображению сцен из жизни мусульманского общества, Жером точно зарисовывал особенности архитектуры и обстановки, а также одежды разнообразных народов во время неоднократных путешествий художника по Ближнему Востоку — от Египта и Турции до Сирии и Палестины, что сослужило ему неплохую службу при создании новых картин.

## Композиция
Картина написана маслом на холсте, а её размеры составляют 73,5 × 62 см. Справа посередине подпись на мраморе: «J. L. Gerome».
В центре зала турецкой бани, освещённого через окна сводчатого потолка, темнокожая служанка предлагает кальяны двум белым женщинам. Одна из них расположилась полусидя на ковре рядом с туалетным столиком, а другая возлежит прямо на зеркально гладком мраморном полу. В глубине зала видны ещё несколько фигур обнажённых наложниц, стоящих или сидящих возле бассейна на фоне двух ниш заднего плана и павильона, украшенного изразцами с цветочным орнаментом и арабскими надписями. Прекрасные одалиски, наложницы султана, изображённые в сладострастных позах практически без одежды и окутанные лёгкой банной дымкой посреди изящных инкрустированных мозаикой предметов интерьера, создают у зрителя ощущение погружения в атмосферу Востока.

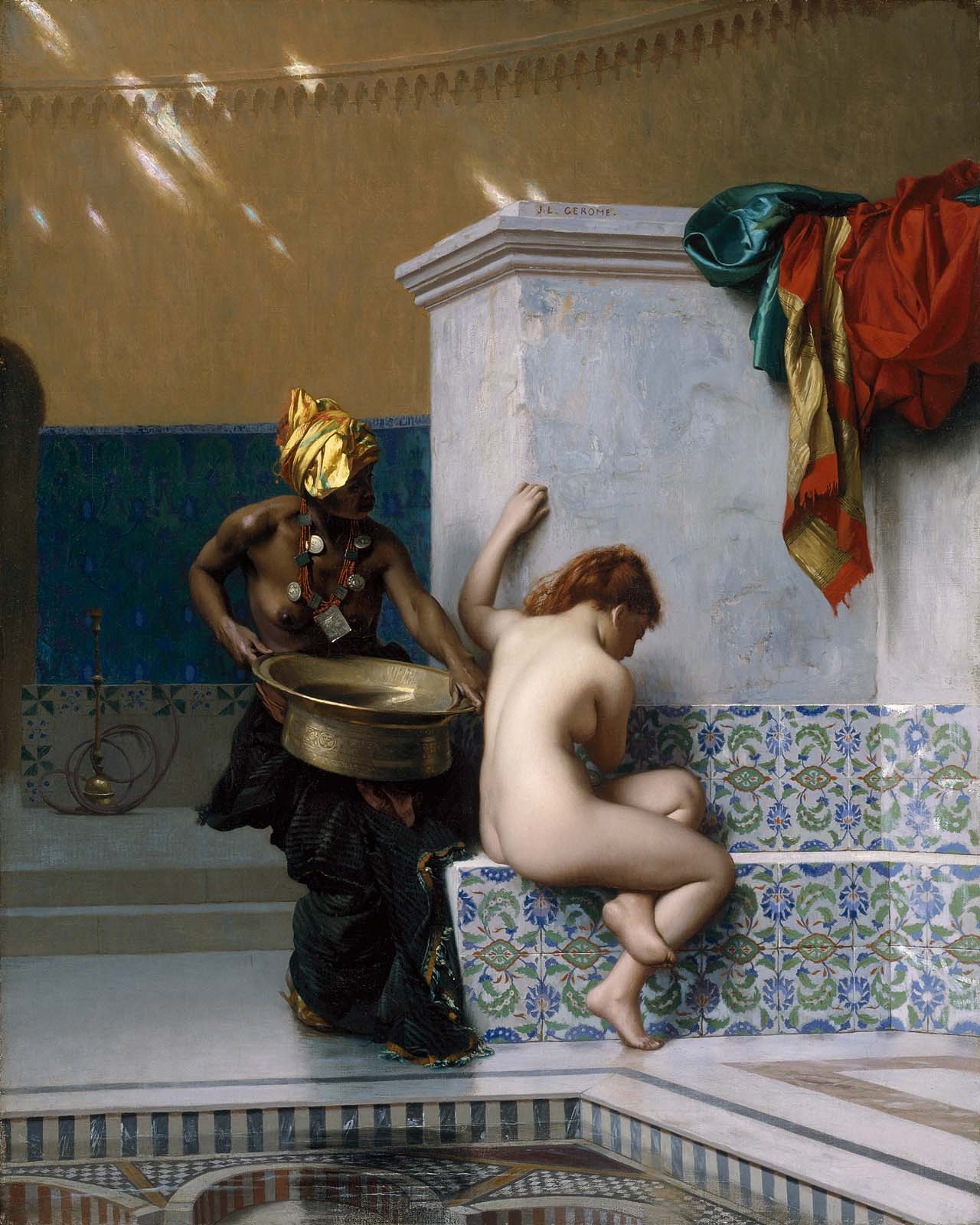
«Мавританская баня»
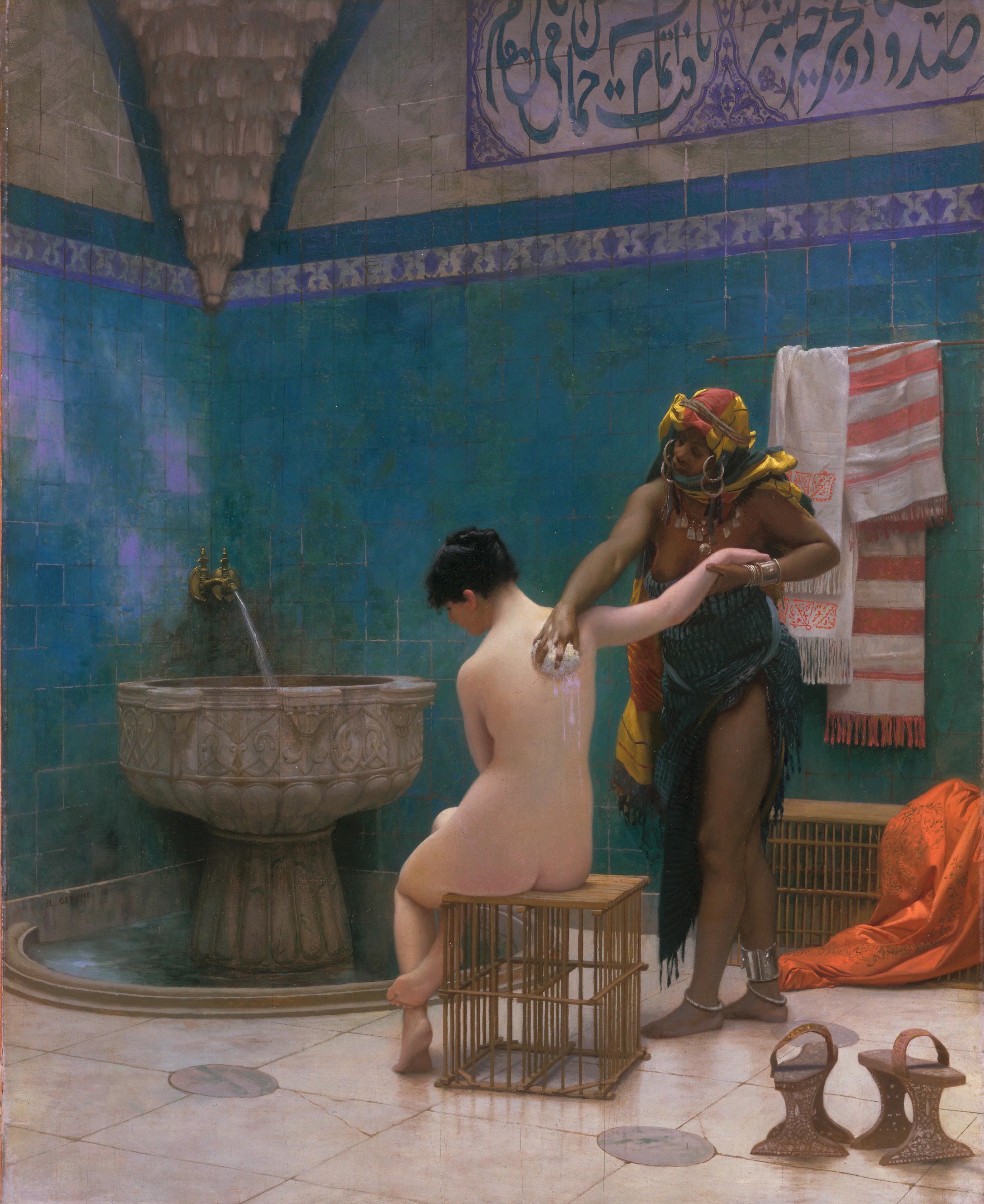
«Баня»
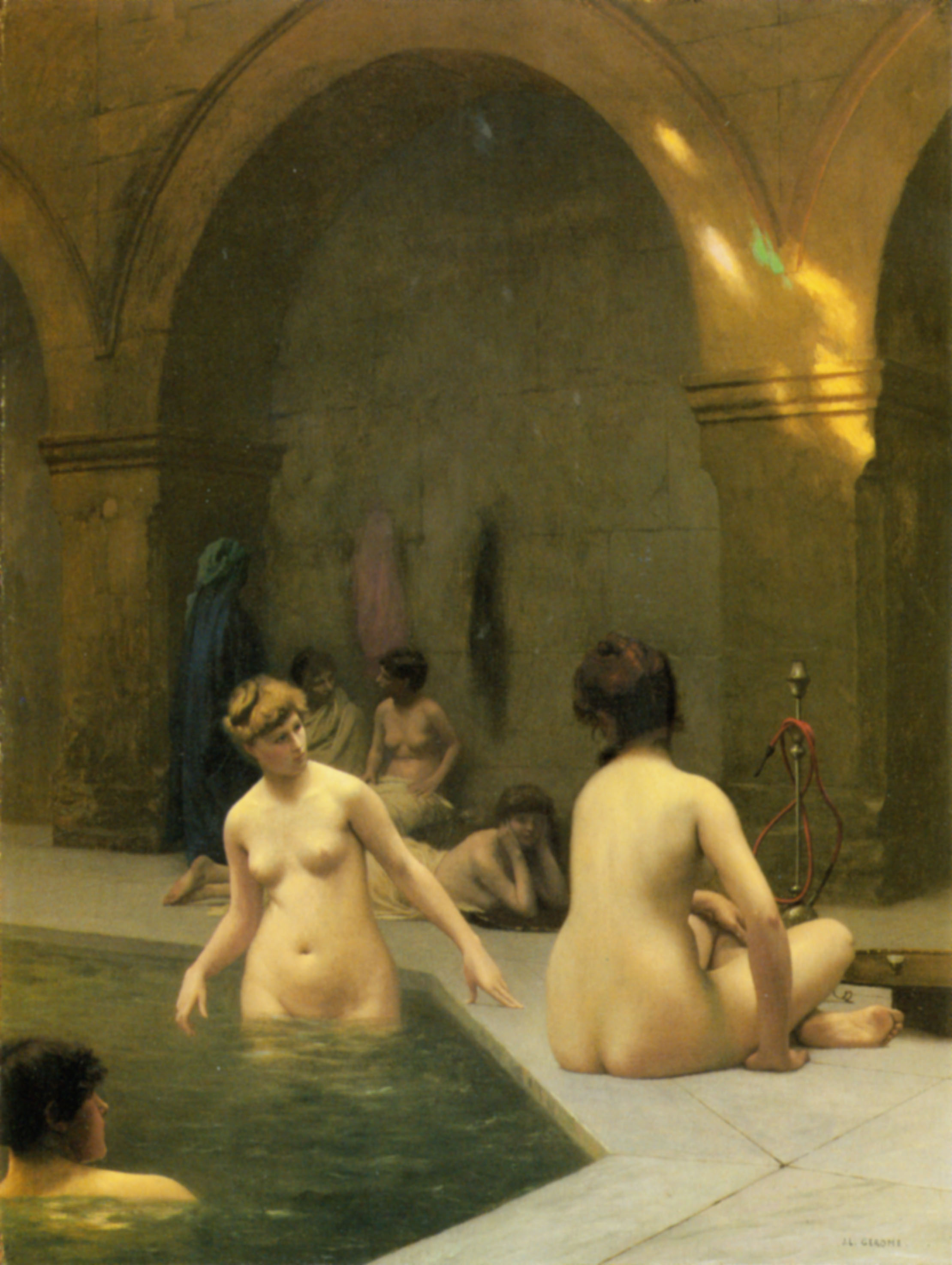
«Купальщицы»

Турецкое понятие «гарем» происходит от арабского слова «харам», то есть «запрет», и означает предназначенную для женщин запретную часть дома. Гарем находился в полном распоряжении турецкого султана и пополнялся пленницами, захваченными в военных походах, купленными на невольничьих рынках или подаренными приближёнными. В связи с тем, что западные художники, в том числе и Жером, являлись представителями европейской культуры, в которой считалось нормальным мастерское изображение обнажённой натуры, они уделяли большое внимание передаче красоты человеческого тела и неверно, по мнению исламских богословов, трактовали традиции мусульман в своих картинах, в которых, несмотря на это, содержалась некоторая толика правды о происходившем в гареме. Это было одной из причин, по которым Жерома обвиняли в том, что он работает на потребу искушённой публике и не задумывается о будущей востребованности сюжетов своих полотен на экзотические сюжеты.

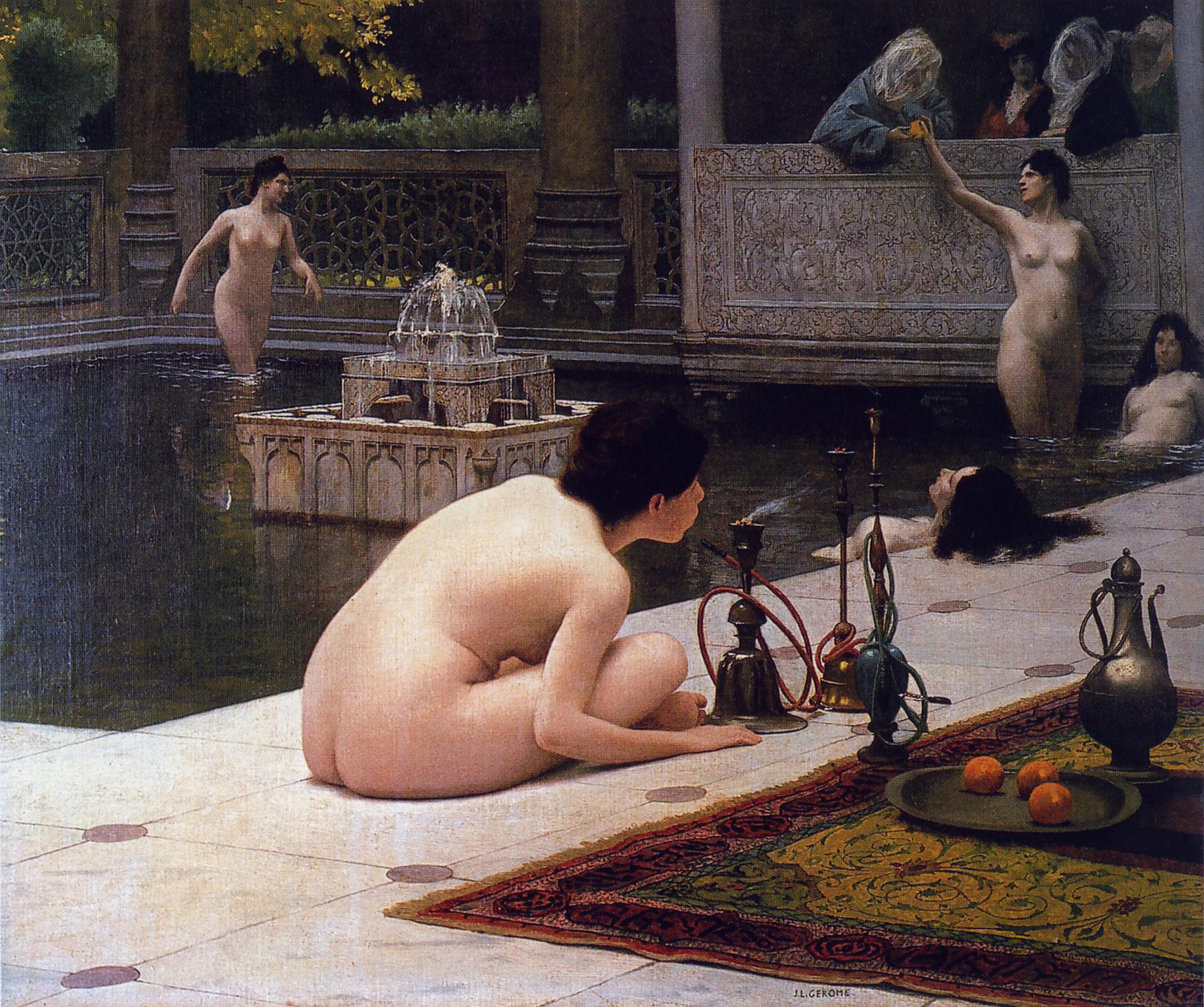
«Разжигание кальяна»

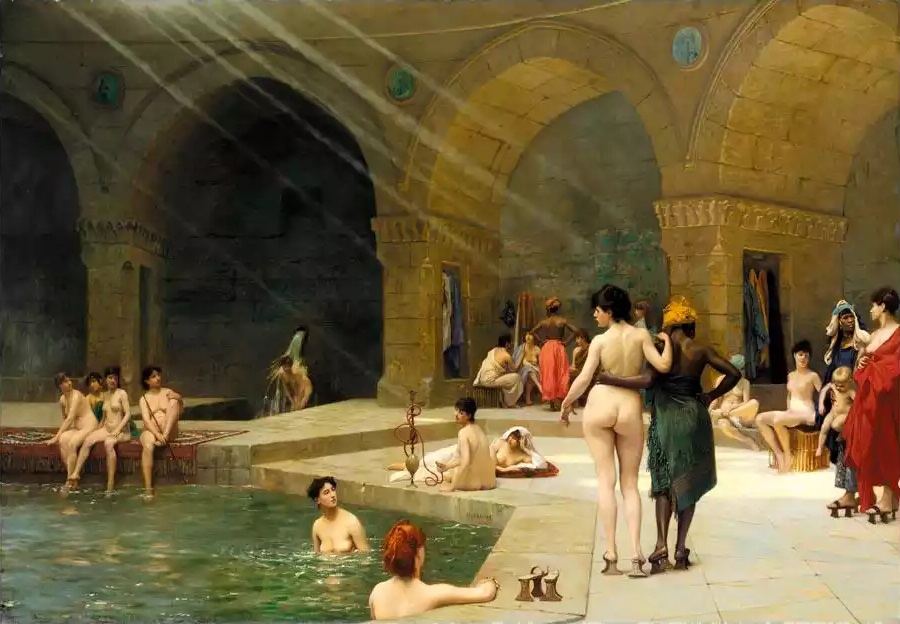
«Большой бассейн в Бурсе»

Между тем на картинах Жерома часто встречались воображаемые сюжеты из женской бани, в которых он сочетал атмосферу Восточного Средиземноморья и Северной Африки со своими собственными фантазиями, так как он, конечно, никогда не мог стать и не был их свидетелем. Примерами таких работ являются полотна «Мавританская баня» 1870 года (Музей изящных искусств Бостона), «Баня» 1880 года (Музей изобразительных искусств Сан-Франциско), а также «Купальщицы» 1889 года (частная коллекция). При взгляде на эти работы, а также на полотно «Разжигание кальяна» 1895—1898 годов (частная коллекция), у зрителя создавалось ощущение повышенной чувственности изображаемых женщин не только за счёт их наготы, но и за счёт неизменно присутствующего кальяна — в Европе XIX века курящая женщина воспринималась как агрессивная в сексуальном плане, чувственная нарушительница социальных норм. В то же время присутствующая во всех сюжетах вода бассейна и скруглённые арки трактуются как символы женственности и покорности.

## История

### Создание и судьба

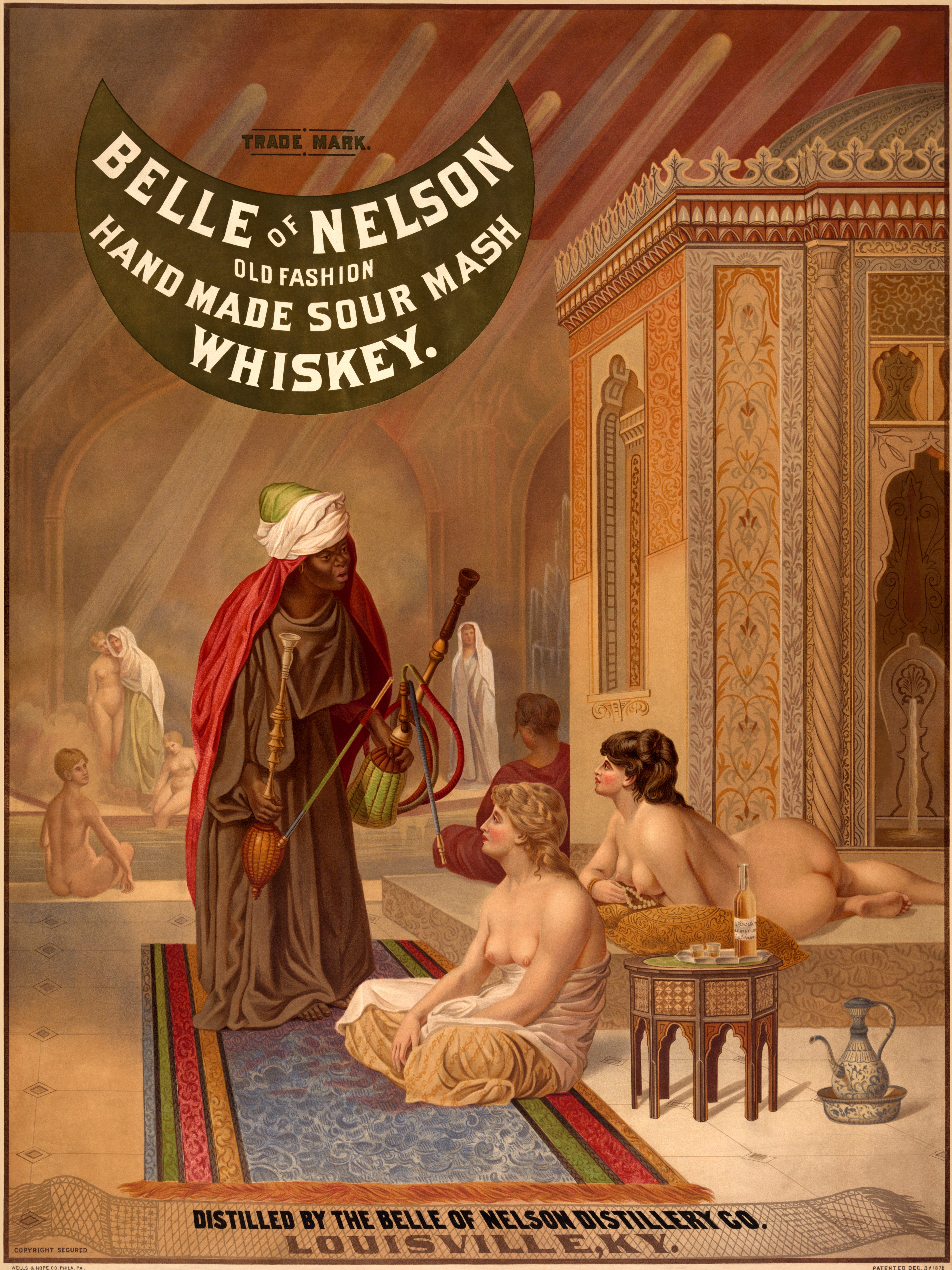
Рекламный плакат виски

Картина написана в 1875 году по заказу великого князя Александра Александровича, будущего российского императора Александра III, известного своей энергичной и бессистемной страстью к собиранию произведений искусства. В 1876 году работа выставлялась на Парижском салоне под названием «Турецкие женщины в бане». Критик Люси Хупер из художественного издания «The Art Journal» охарактеризовала её как «тривиальную, беспредметную и в определённой степени непристойную. На картине изображён интерьер гарема с двумя обнажёнными женщинами, только что покинувшими бассейн, и прислуживающей им негритянкой — банальный и неинтересный сюжет, который вполне мог быть выбран каким-нибудь новичком, только что научившимся делать зарисовки с живой натуры. Одна из этих купальщиц легла боком на ковёр спиной к зрителю, и её фигура изогнута так, что в районе бёдер напоминает по форме тыкву, что одновременно нескромно и исключительно уродливо. Цветовое решение исполнено в самом типичном для Жерома стиле, когда плоть бросает лиловатые и металлические блики, напоминающие что угодно, но не теплоту и мягкость живого тела». В целом Хупер отказывает как этой картине, так и выставленному вместе с ней полотну «Дервиш у дверей мечети» в какой бы то ни было ценности с точки зрения как замысла, так и исполнения. В 1878 году картина со слоганом «Старое-доброе ручное производство виски с закваской» была помещена на плакат американской фирмы по производству виски «Belle of Nelson», не пренебрегавшей использованием сексуальности в рекламе, что вызвало критику со стороны Союза трезвости женщин-христианок.
В 1885 году уже император Александр III купил прямо с салона ещё одну картину Жерома на тему бани — «Большой бассейн в Бурсе», которая в 1918 году была передана в Государственный Эрмитаж в Петрограде, а в 1930 году продана в Америку. В свою очередь, в рамках процесса национализации имперских коллекций в 1918 году «Бассейн в гареме» был передан из Аничкова дворца тоже в коллекцию Эрмитажа, где и находился в последующие годы.

### Похищение и обретение

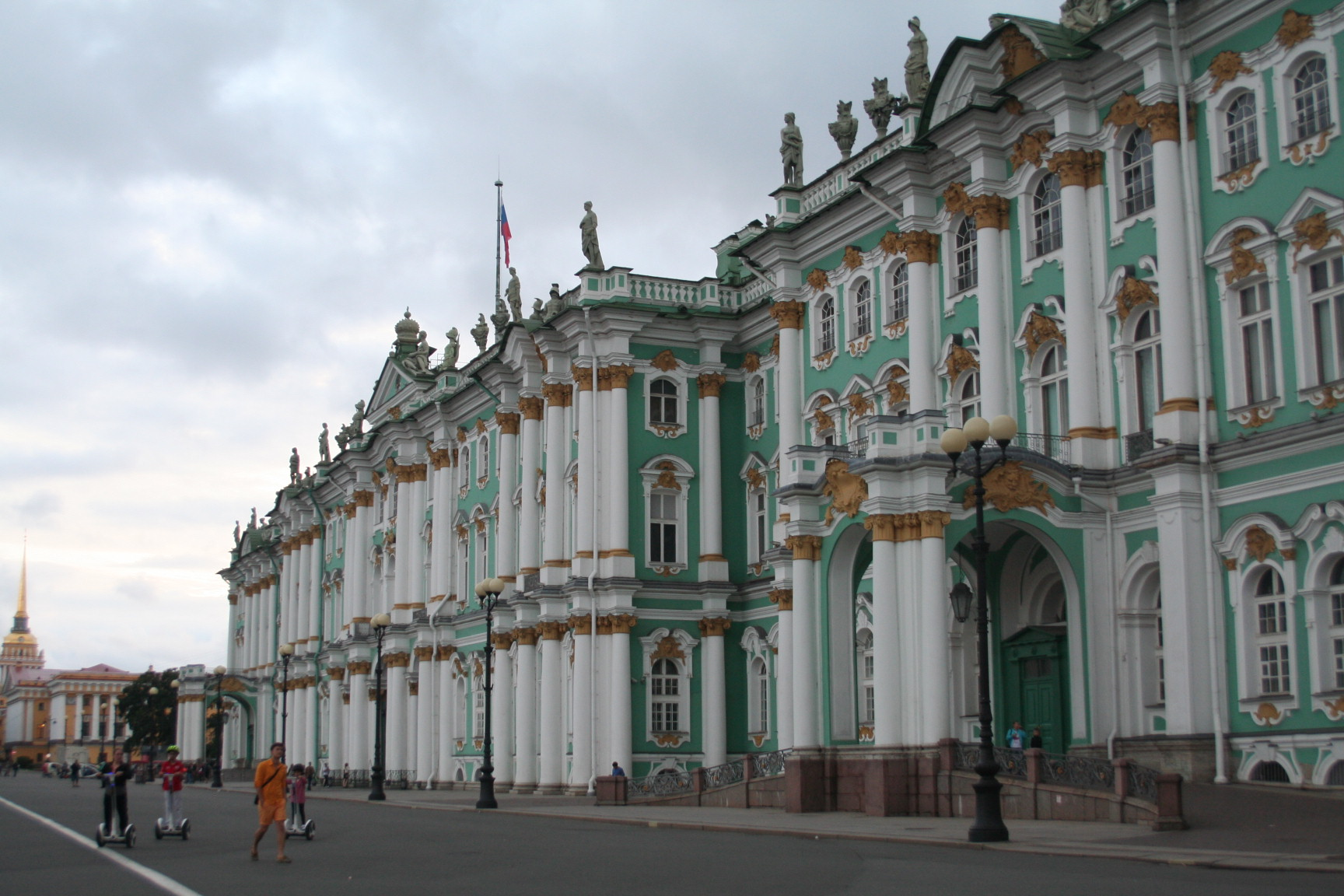
Зимний дворец

22 марта 2001 года неизвестный преступник варварски и уверенно вырезал холст из подрамника и похитил картину из 330-го зала отдела западноевропейской живописи на 3-м этаже Зимнего дворца в Эрмитаже прямо посреди бела дня по причине того, что работа не считалась ценной и не была подключена к сигнализации. После того, как пропажу полотна заметил куратор Александр Бабин, в музей прибыла милиция, а само здание закрыли на вход и выход. Со слов женщины, заметившей на выходе из музея нервничающего мужчину приблизительно 30 лет со свертком в руках, был составлен фоторобот, тогда как старший оперуполномоченный по особо важным делам Управления уголовного розыска ГУВД Санкт-Петербурга Александр Коржаинов заявил, что следствием рассматриваются все возможные версии кражи, в том числе причастность к ней сотрудников Эрмитажа. В то же время директор музея Михаил Пиотровский предположил, что «мы имеем дело с маньяком, потому что на картине изображены обнаженные женщины», добавив, что это преступник-одиночка, который не сможет продать картину из-за её известности. Поиски продолжались около пяти лет, но оказались безрезультатными, дело было приостановлено за «неустановлением лица, подлежащего привлечению в качестве обвиняемого», а местонахождение картины осталось неизвестным, в связи с чем она считалась безвозвратно потерянной.

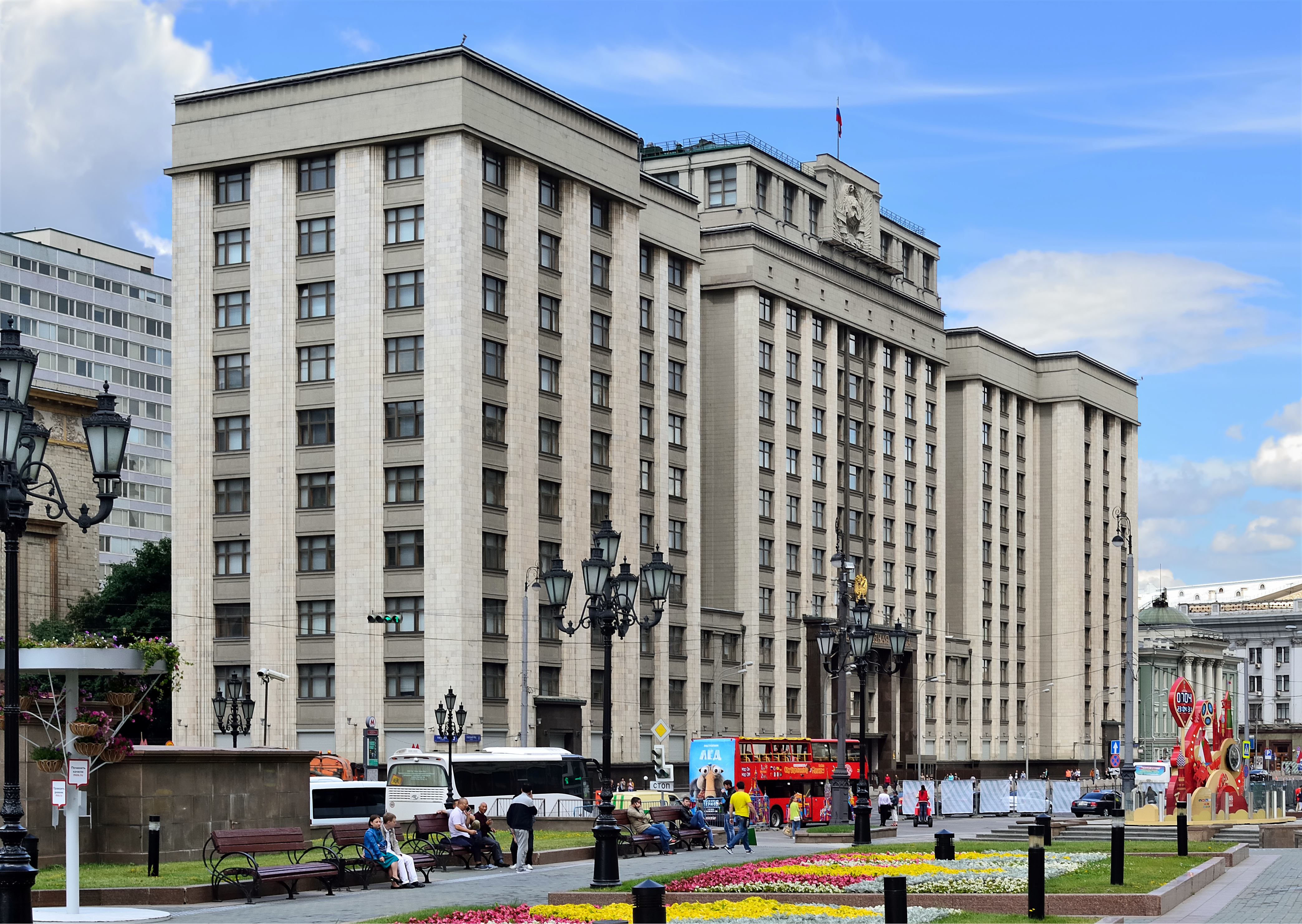
Государственная дума

20 декабря 2006 года в приёмную председателя Коммунистической партии Российской Федерации Геннадия Зюганова в здании Государственной думы на Охотном ряду в Москве позвонил неизвестный, по его словам, верящий только коммунистам. Он заявил, что хочет передать Зюганову в руки очень ценную вещь, которую тот «не украдет и не перепродаст, а вернет стране и народу». Аноним встретился с спустившимся к подъезду членом Центрального комитета КПРФ Александром Куликовым и передал ему неизвестную на тот момент картину, сложенную вчетверо сначала в целлофановый, а затем в простой бумажный пакет. Впоследствии пресс-секретарь фракции партии Екатерина Кибис выяснила, что данная картина принадлежит кисти Жерома и была украдена из Эрмитажа в 2001 году, а по примерной залоговой цене её стоимость составляет 1 миллион долларов США. Приглашённые Зюгановым в думу эксперты Росохранкультуры Виктор Петраков и Александр Подмазо пришли к выводу о подлинности картины и по акту отвезли её в специальное хранилище для дополнительной экспертизы. 20 декабря замглавы Росохранкультуры Анатолий Вилков подтвердил, что картина подлинная и принадлежит кисти Жерома. 21 декабря начальник ГУВД по Петербургу и Ленинградской области Владислав Пиотровский сообщил, что по делу о краже картины было возобновлено следствие «в связи с новыми обстоятельствами», которыми, возможно, стали отпечатки, снятые с пакета из-под картины, приобщённой к уголовному делу в качестве вещественного доказательства. 27 декабря картина была возвращена в Эрмитаж для реставрации. По некоторым данным, к организации кражи мог быть причастен известный контрабандист Моисей Поташинский, но его участие в этом преступлении не было доказано.

### Реставрация

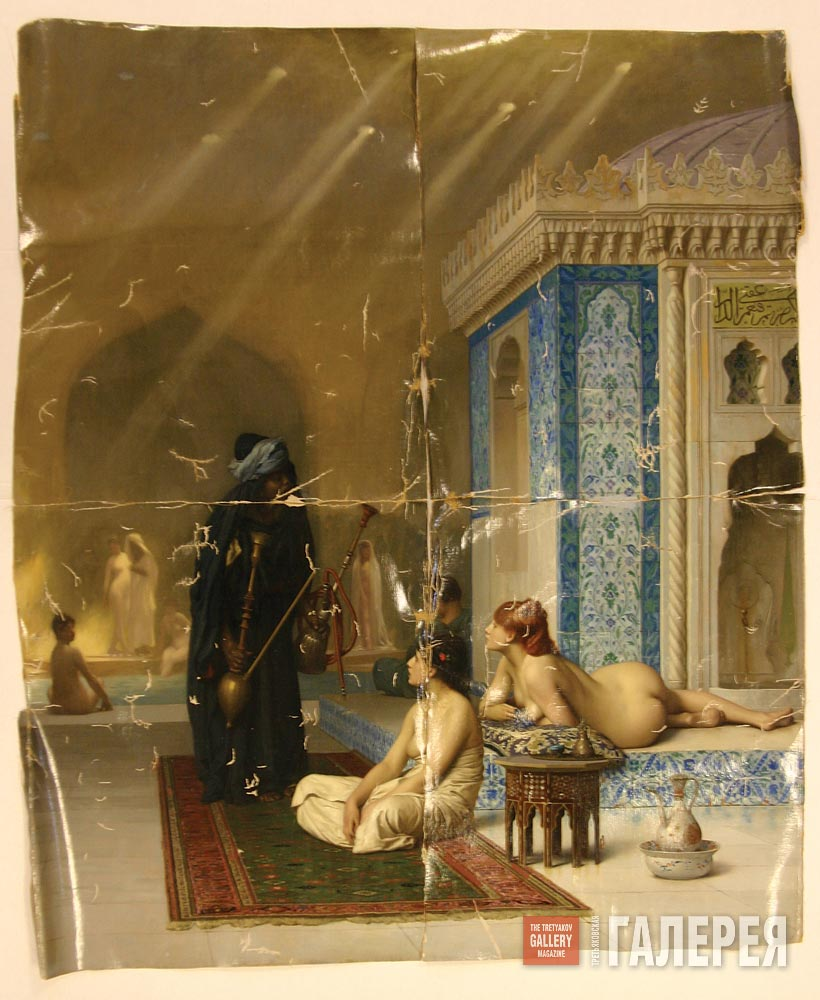
Повреждённая картина

29 января 2007 года на заседании Международной конференции ЮНЕСКО для стран Восточной и Центральной Европы в Эрмитаже в присутствии губернатора Санкт-Петербурга Валентины Матвиенко начальник Росохранкультуры Борис Боярсков церемониально передал находящуюся для сохранности в закрытом планшете картину директору Эрмитажа Михаилу Пиотровскому. Вчетверо сложенное полотно находилось в аварийном состоянии, так как образовавшийся в результате истирания холста по линиям сгибов крестообразный сквозной прорыв разделил работу на четыре части, соединенные между собой лишь отдельными хрупкими нитями. По всей поверхности полотна были заметны крупные деформации, заломы, многочисленные утраты живописного слоя, помимо этого возникала угроза новых осыпей. С февраля 2007 по ноябрь 2009 года картина прошла через сложную реставрацию в Лаборатории научной реставрации станковой живописи Государственного Эрмитажа под руководством художника-реставратора высшей категории Татьяны Алёшиной и художника-реставратора I категории Марии Шулеповой, ранее восстановивших картину «Даная» Рембрандта. За четыре года непрестанной работы с применением микроскопа с пятикратным увеличением были сращены по периметру четыре части полотна, сохранившиеся нити размещались на прежние места, а утраченные восполнялись взятыми с кромок в соответствии с системой плетения, восстановлен растрескавшийся на сгибах красочный слой, живопись восполнена исключительно в пределах потерь с максимальным приближением к технике Жерома, однако крестообразный след на картине всё же остался.

### Экспонирование
7 декабря 2009 года картина была выставлена впервые после реставрации в специально отведённом для неё отдельном зале Зимнего дворца, в связи с чем Пиотровский отметил, что «полотно было сложено, из-за чего краски потрескались, волокна холста тоже были повреждены», но «наши реставраторы смогли восстановить картину». 12 декабря с отреставрированной картиной во время визита в Эрмитаж ознакомился председатель Правительства Российской Федерации Владимир Путин.

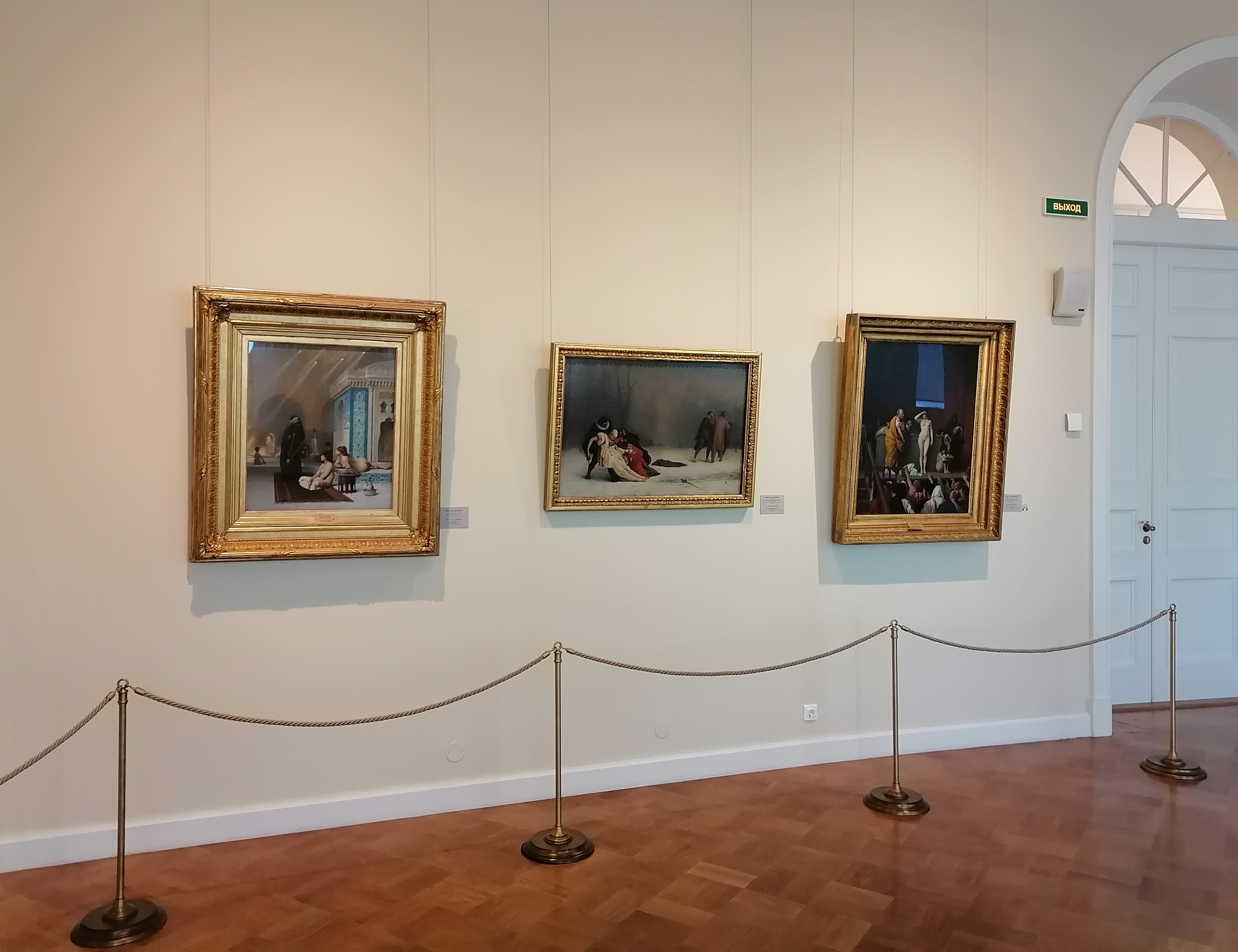
Картины Жерома в 308 зале здания Главного штаба

1 ноября 2011 года в 342-м зале Зимнего дворца открылась выставка «„Бассейн в гареме“ и другие произведения Жана-Леона Жерома в собрании Эрмитажа», посвящённая возвращению отреставрированной картины в зал музея. К выставке был подготовлен цветной иллюстрированный каталог о работе «Бассейн в гареме» и творчестве Жерома под редакцией ведущего научного сотрудника Отдела западноевропейского изобразительного искусства Государственного Эрмитажа кандидата искусствоведения Александра Бабина. Вместе с картиной экспонировались и другие произведения Жерома: три живописные работы — «Дуэль после маскарада», «Продажа невольницы» и «Генерал Бонапарт со своим штабом в Египте», а также две скульптуры — «Вакханка» и «Рукоплещите, граждане!».
В настоящее время картина под инвентарным номером ГЭ-6221 числится в постоянной экспозиции французской живописи XIX века Эрмитажа и выставляется в 308 зале здания Главного штаба. Она находится под стеклом, а в зале установлена дополнительная сигнализация. 
Похищение картины Жерома стоит в одном ряду с другими самыми крупными кражами произведений искусства из музеев России, оставшись нераскрытым преступлением, настоящих исполнителей которого так и не нашли. По истории кражи и нахождения картины, но с изрядной долей придуманных сюжетных ходов, писателем Натальей Александровой была написана книга под названием «Бассейн в гареме», выдержавшая только к 2011 году пять изданий.